# Людвик Сембратович
Людвик Сембратович (пол. Ludwik Sembratowicz; 24 грудня 1837, Копичинці — 2 травня 1892, Краків) — австрійський військовик українського походження, фельдмаршал-лейтенант австро-угорської армії.

## Життєпис
Народився 24 грудня 1837 року в Копичинцях на Тернопільщині. Син австрійського офіцера, стриєчний брат львівського митрополита Сильвестра Сембратовича. Після другого класу гімназії навчався в школі піхоти у Фішау.
Військову службу розпочав у ранзі капрала 16 вересня 1855 року в 62-го полку піхоти. Під час війни 1859 року був відряджений до Тирольської національної оборони, був ад'ютантом батальйону, а потім закінчив курс армійської стрілецької школи у Вероні. 1 лютого 1860 року був переведений до 63-го піхотного полку, а в серпні 1862 року — до Відня до Національного генерального командування. Перебуваючи у Відні, був особистим ад'ютантом фельдмаршала-лейтенанта графа Карла Туна. У 1863—1865 роках — студент Військової школи, яку закінчив з дуже добрим результатом. Призначений до Генерального штабу.
Під час австро-прусської війни перебував у штабі 4-го корпусу і брав із ним участь у боях у Чехії. Під час битви під Кеніггрецем він замінив загиблого начальника штабу, прийнявши командування на три тижні. Після війни повернувся до картографічної та розвідувальної служб. Неодноразово їздив у Росію в 1867 і 1870 роках, Туреччину в 1869 році та Молдову в 1870 році. У липні 1871 року перейшов до Львівського головного командування, а потім у травні 1872 року до 72-го піхотного полку, де прийняв командування. 1 травня 1873 переведений у 65-й піхотний полк. У вересні 1874 року повернувся працювати в Генеральний штаб. 26 грудня 1876 року отримав посаду керівника 2-ї групи Топографічного бюро, де пробув до 26 березня 1880 року. Навесні 1880 року повернувся на строкову службу на посаді заступника командира 19-го піхотного полку, а 12 липня 1882 року прийняв командування 58-м піхотним полком у Відні. 15 квітня 1886 року був призначений командиром 6-ї гірської бригади, а з березня 1887 року — командиром 9-ї піхотної бригади. У березні 1891 року прийняв командування 12-ю піхотною дивізією в Кракові. 1 травня 1891 року Людвику Сембратовичу було присвоєно звання фельдмаршала-лейтенанта.
Людвик Сембратович раптово помер у Кракові 2 травня 1892 року, був похований 5 травня на Раковицькому цвинтарі в Кракові (4 поле).

## Звання
- Поручник (1857)
- Надпоручник (1859)
- Капітан II класу (травень 1866)
- Капітан I класу (1868)
- Майор (1 травня 1873)
- Підполковник (1877)
- Полковник (1 травня 1881)
- Генерал-майор (1 травня 1887)
- Фельдмаршал-лейтенант (1 травня 1891)

## Нагороди
- Хрест Військових Заслуг (Militärverdienstkreuz)[4].